# جمال چاوشی‌فر
جمال چاوشی‌فر (زادهٔ ۲۸ مرداد ۱۳۶۹ در اصفهان) شناگر کرال پشت اهل ایران است.

## زندگی حرفه‌ای
جمال چاوشی‌فر در سال ۱۳۶۹ در خانواده‌ای ورزشکار در شهر اصفهان به دنیا آمد. او به تشویق پدرش به ورزش شنا روی آورد. در ابتدا تخصص شنای قورباغه را برگزید و نخستین مدالش را در یکی از ماده‌های قورباغه به دست آورد. پس از آن، رفته‌رفته به تخصص شنای پروانه گرایید و در نهایت، در ۱۶ سالگی تخصص اصلی‌اش، یعنی کرال پشت را آغاز کرد.
چاوشی‌فر در اولین مسابقهٔ برون‌مرزی خود، در ۱۸ سالگی در کشور مالزی توانست رکورد شنای ۵۰ متر کرال پشت و ۱۰۰ متر کرال پشت ایران را جابه‌جا کند.
او رکورددار ماده‌های ۵۰، ۱۰۰ و ۲۰۰ متر کرال پشت در استخرهای مسافت‌کوتاه و همچنین رکورددار ۵۰ و ۱۰۰ مترِ این ماده در استخرهای مسافت‌بلند است.

### باشگاه‌ها
باشگاه‌هایی که جمال چاوشی‌فر با آن‌ها همکاری داشته، به ترتیب سال عبارت‌اند از:
- فولاد مبارکهٔ سپاهان (۱۳۸۸، ۱۳۸۹، ۱۳۹۰)
- نفت امیدیه (۱۳۹۱)
- موج‌های آبی مشهد (۱۳۹۲)
- نفت تهران (۱۳۹۳ - اکنون)

### رکوردهای تاریخ‌ساز
- چاوشی‌فر نخستین شناگر ایرانی است که توانسته ۱۰۰ متر کرال پشت را در کمتر از یک دقیقه شنا کند.[۳]
- چاوشی‌فر نخستین شناگر ایرانی است که توانست ۵۰ متر کرال پشت را در کمتر از ۲۶ ثانیه شنا کند.
- چاوشی‌فر نخستین شناگر ایرانی است که در رشتهٔ کرال پشت توانست رکورد ورودی مسابقات جهانی کازان روسیه را کسب کند.[۴]

### فیلم کسب سهمیهٔ جهانی
- او نخستین کاپیتان رسمی تاریخ تیم ملی شنا بوده‌است.
- او تنها شناگری است در تاریخ شنای ایران که تنها در یک تخصص (کرال پشت) توانسته در طول مدت قهرمانی، ۲۴ بار رکوردهای بزرگسالان ایران را بهبود بخشد.[۵][۶]

## رکوردها
| رویداد                                      | محل            | سال  | مسافت   | رکورد   |
| ------------------------------------------- | -------------- | ---- | ------- | ------- |
| مسابقات اُپن                                 | مالزی          | ۲۰۱۰ | ۵۰ متر  | ۲۷:۹۴   |
| مسابقات اُپن                                 | مالزی          | ۲۰۱۰ | ۵۰ متر  | ۲۷:۷۴   |
| مسابقات اُپن                                 | مالزی          | ۲۰۱۰ | ۱۰۰ متر | ۱:۰۰:۱۵ |
| قهرمانی کشور                                | شیراز          | ۱۳۸۸ | ۵۰ متر  | ۲۷:۱۶   |
| قهرمانی کشور                                | شیراز          | ۱۳۸۸ | ۱۰۰ متر | ۵۹:۶۹   |
| قهرمانی کشور                                | شیراز          | ۱۳۸۸ | ۱۰۰ متر | ۵۹:۶۲   |
| بازی‌های آسیایی ۲۰۱۰                         | گوانگ‌ژو        | ۲۰۱۰ | ۱۰۰ متر | ۵۹:۵۴   |
| مسابقات شنای انتخابی تیم ملی                | تهران          | ۱۳۹۰ | ۱۰۰ متر | ۵۹:۱۴   |
| بازی‌های آسیایی داخل سالن و هنرهای رزمی ۲۰۱۳ | اینچئون        | ۲۰۱۳ | ۵۰ متر  | ۲۵:۹۳   |
| بازی‌های آسیایی داخل سالن و هنرهای رزمی ۲۰۱۳ | اینچئون        | ۲۰۱۳ | ۱۰۰ متر | ۵۶:۰۶   |
| دورهٔ آخر لیگ شنا                            | تهران          | ۱۳۹۲ | ۵۰ متر  | ۲۷:۱۰   |
| بازی‌های آسیایی                              | اینچئون        | ۲۰۱۴ | ۵۰ متر  | ۲۶:۷۷   |
| بازی‌های آسیایی                              | اینچئون        | ۲۰۱۴ | ۱۰۰ متر | ۵۷:۷۸   |
| مسابقات شنای قهرمانی جهان                   | دوحه، قطر      | ۲۰۱۴ | ۵۰ متر  | ۲۵:۴۰   |
| مسابقات شنای قهرمانی جهان                   | دوحه، قطر      | ۲۰۱۴ | ۱۰۰ متر | ۵۵:۰۳   |
| مسابقات شنای قهرمانی جهان                   | دوحه، قطر      | ۲۰۱۴ | ۲۰۰ متر | ۲:۰۳:۳۹ |
| مسابقات بین‌المللی شنا                       | دبی            | ۲۰۱۵ | ۵۰ متر  | ۲۶:۴۴   |
| مسابقات بین‌المللی شنا                       | دبی            | ۲۰۱۵ | ۱۰۰ متر | ۵۷:۷۴   |
| مسابقات کسب ورودی قهرمانی جهان (کازان)      | مجارستان       | ۲۰۱۵ | ۵۰ متر  | ۲۶:۳۶   |
| مسابقات شنای رده‌های سنی آسیا                | بانکوک، تایلند | ۲۰۱۵ | ۱۰۰ متر | ۵۷:۷۴   |
| مسابقات بین‌المللی شنا                       | دبی            | ۲۰۱۶ | ۵۰ متر  | ۲۶:۲۸   |

### رکوردهای تیمی
علاوه بر رکوردهای یادشده در جدول، چاوشی‌فر در سه رشتهٔ تیمی ۴x۱۰۰ متر مختلط تیمی مسافت بلند، ۴x۵۰ متر و ۴x۱۰۰ متر مختلط تیمی مسافت کوتاه رکورددار است.

## فیلم مستند
از جمال چاوشی‌فر فیلم مستندی ساخته‌اند و از صدا و سیما پخش شده‌است.